# Química analítica
A química analítica é o ramo da química que trata da identificação ou quantificação de espécies ou elementos químicos. Podem ser classificados como métodos clássicos ou instrumentais.

## História
A química analítica proporciona métodos para determinar quais elementos e substâncias estão presentes e/ou em que quantidades ou proporções estão presentes em uma amostra em questão. Os marcos mais importantes nesta frente científica incluem o desenvolvimento da análise elementar sistemática por Justus von Liebig e a análise de compostos orgânicos com base em reações específicas de seus grupos funcionais.

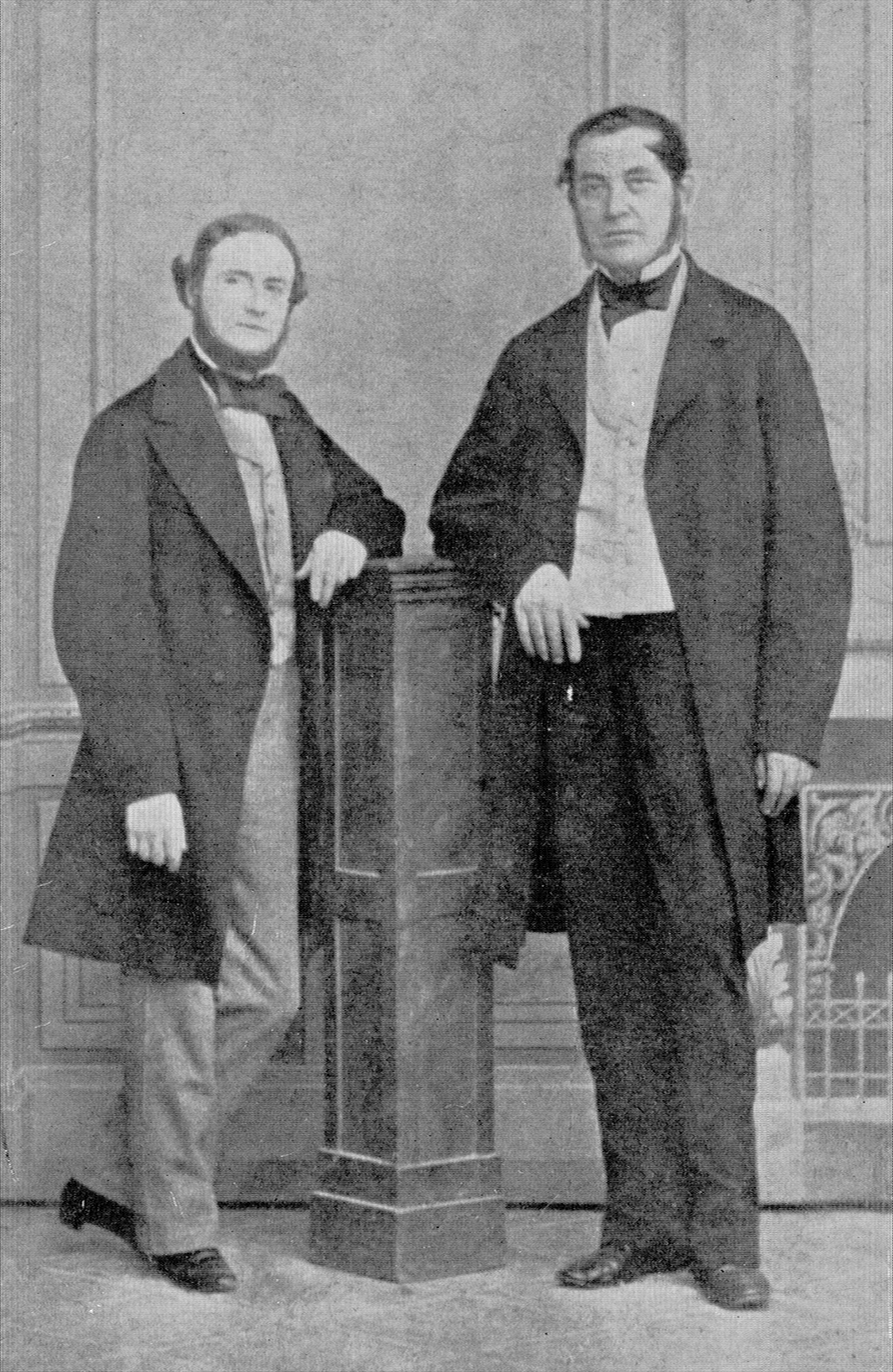
Os químicos alemães Robert Bunsen e Gustav Kirchhoff usaram a espectroscopia de absorção atômica de chama para descobrirem elementos químicos como o rubídio e o césio.

O primeiro método de análise instrumental foi desenvolvido por Robert Bunsen e Gustav Kirchhoff e foi baseado na espectroscopia de absorção atômica de chama. Utilizando esta técnica, eles descobriram, em 1860, elementos como o rubídio (Rb) e o césio (Cs) em 1860. A maioria dos avanços na química analítica ocorreu após o ano de 1900. Durante este período a análise instrumental torna-se progressivamente dominante. Em particular, muitas das técnicas espectroscópicas e de espectrometria básicas foram descobertas no início do século XX e aperfeiçoadas até ao final do século XX. Os processos de separação se desenvolveram na linha de tempo de modo similar e também tornaram-se cada vez mais instrumentais. Na década de 1970 muitas destas técnicas começaram a ser utilizadas em conjunto para caracterizar completamente uma amostra. Nesta mesma década, a química analítica tornou-se progressivamente mais abrangente em questões biológicas (química bioanalítica), enquanto anteriormente tinha sido amplamente focada no estudo de compostos inorgânicos e de pequenas moléculas orgânicas. O final do século XX também presenciou uma expansão da aplicação da química analítica nas ciências forenses, ambientais, histologia, questões médicas e industriais.
A química analítica moderna é dominada pela análise instrumental. Muitos analistas químicos se especializam em um único tipo de instrumento. Acadêmicos tendem a se concentrar tanto em novas aplicações e descobertas de novos métodos de análise. Muitos métodos, uma vez desenvolvidos, são mantidos propositadamente estáticos de modo que os dados possam ser comparados em um longo períodos. Isto é particularmente verdadeiro em garantia de qualidade industrial, forense e aplicações ambientais. A química analítica desempenha um papel cada vez mais importante na indústria farmacêutica, onde, além do controle de qualidade, é utilizada na descoberta de novos fármacos e em aplicações clínicas, onde compreender as interações entre a droga e o paciente são cruciais.

## Métodos clássicos
No início e desenvolvimento da Química, a maioria das análises empregavam a separação dos componentes de interesse (analitos) por técnicas como precipitação, extração ou destilação. Os compostos são identificados pela sua cor, solubilidade, ponto de fusão e de ponto de ebulição. Esses fatores contribuem para identificação das espécies químicas. Os analitos podem ser identificados por volumetria e gravimetria ou seja por titulação e medidas de massa. Estes métodos são relativamente simples de equipamentos e confiabilidade dos resultados obtidos. Apesar da química analítica atual ser dominada por técnicas instrumentais, o princípio de funcionamento de alguns de seus instrumentos baseiam-se em técnicas tradicionais ainda muito utilizadas atualmente.

## Tipos de Amostras e Métodos
Os métodos de identificação de espécies é conhecido como análise qualitativa e um que determine a quantidade de uma espécie é conhecido como análise quantitativa. Também podemos distinguir os métodos a partir da dimensão da amostra e dos níveis dos constituintes.

### Dimensão da amostra
Para amostras maiores que 0,1 g utiliza-se o termo macroanálise. Para amostras que variam de 0,01 a 0,1 g, o termo é semimicroanálise e àquelas amostras de massa entre 10^-4 e 10^-2 se enquadram na microanálise. E um termo às vezes utilizado para amostras de massa menor que 10^-4 é ultramicroanálise.

### Análise qualitativa
A análise qualitativa é empregada quando se pretende identificar as espécies ou elementos químicos presentes em uma amostra, podendo ser eles atômicos ou moleculares, os quais podem ser de origem mineral, animal e vegetal. Em outra definição, realiza-se a observação quanto aos aspectos físico-químicos (ex.: cor, odor e pH).

## Análise quantitativa
A análise quantitativa é empregada para determinar a quantidade de uma espécie ou elemento químico em uma amostra. Ela é utilizada para determinar concentrações, volumes ou a massa exata da substância, por meio de técnicas como gravimetria, volumetria, técnicas instrumentais, entre outras. Essa análise é expressa por meio de resultados numéricos dos componentes da amostra. Portanto, de forma geral, os números que se referem às quantidades são levados em consideração, como a concentração em quantidade de matéria, o "peso" e o volume, por exemplo.

## Métodos instrumentais
No início do século XX, os químicos passaram a explorar outros fenômenos distintos daqueles observados nos métodos clássicos para resolução de problemas analíticos. Para realizar métodos Instrumentais com analisar as seguintes propriedades como condutividade elétrica, absorção ou emissão de luz que detectado em analitos inorgânicos, orgânicos e biológicos. Com isso começou a ser utilizado técnicas como cromatografia líquida de alta eficiência, espectroscopia e técnicas eletroanalíticas. Esses novos métodos de separação e determinação de espécies químicas passaram a ser conhecidos como métodos de análise instrumental. Seu crescimento tecnológico foi favorecido pelo avanço tecnológico dos dispositivos eletrônicos e dos computadores.
A maioria dos equipamentos analíticos modernos possuem ou estão conectados a um, ou mais dispositivos eletrônicos sofisticados capazes de detectar e registrar dados relativos aos analitos. Os dispositivos seriam amplificadores, circuitos integrados, microprocessadores ou mesmo computadores.
A Química Analítica Instrumental divide-se em métodos espectrométricos, métodos eletroanalíticos, pontenciometria e coulometria